# Villeperdue
Villeperdue is een gemeente in het Franse departement Indre-et-Loire (regio Centre-Val de Loire). De plaats maakt deel uit van het arrondissement Tours. Villeperdue telde op 1 januari 2022 1.110 inwoners.

## Geografie
De oppervlakte van Villeperdue bedroeg op 1 januari 2022 11,95 vierkante kilometer; de bevolkingsdichtheid was toen 92,9 inwoners per km².

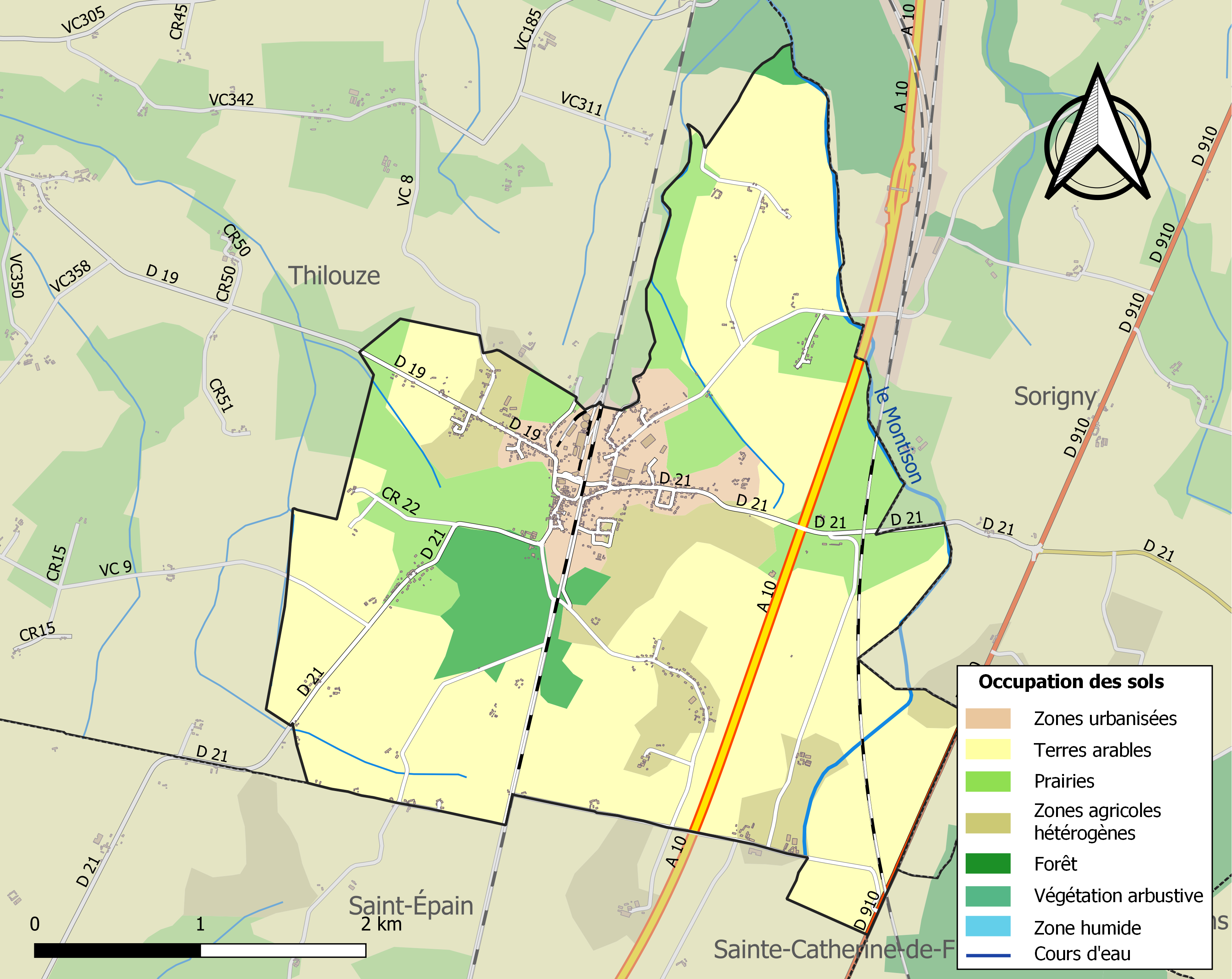
Kaart van de gemeente met belangrijkste infrastructuur, bodemgebruik en omliggende gemeenten

## Verkeer en vervoer
In de gemeente ligt spoorwegstation Villeperdue.

## Demografie
Onderstaande figuur toont het verloop van het inwonertal (bron: INSEE-tellingen).